# Mega Express Two
Le Mega Express Two est un ferry rapide du groupe Corsica Ferries - Sardinia Ferries. Construit de 2000 à 2001 par les chantiers Cantiere Navale Fratelli Orlando de Livourne, il est le sister-ship du Mega Express et le deuxième navire rapide de Corsica Ferries. Il assure depuis juin 2001 les liaisons vers la Corse et la Sardaigne depuis les côtes italiennes et françaises et dessert également les Baléares au départ de Toulon depuis 2018.

## Histoire

### Origines et construction
Voir aussi Mega Express - Origines
En 1996, le groupe bastiais Corsica Ferries inaugure ses premiers navires à grande vitesse sur les lignes de la Corse et de la Sardaigne. À cette occasion, une ligne depuis le port de Nice est ouverte, la première de la compagnie depuis le continent français. 
Bien que les NGV et la ligne rencontrent un franc succès, Corsica Ferries fait rapidement le constat que ces navires rencontrent de temps à autre quelques soucis d'exploitation, mer formée et grosses rafales de vent. L'étude de la mise en service d'un nouveau type de navire est alors engagée par la compagnie. Se basant sur les performances des ferries rapides grecs naviguant en mer Adriatique, l'armateur Bastiais passe commande de deux premiers navires aux caractéristiques similaires en septembre 1998.
Conçus pour être plus rapides que les ferries classiques, plus imposants et confortables que les NGV, ils sont prévus pour desservir la Corse et la Sardaigne aussi bien de jour que de nuit.
La construction est confiée aux Cantiere navale fratelli Orlando de Livourne. Le premier navire, baptisé Mega Express, est lancé en mars 2000.
Le second, nommé Mega Express Two, est mis sur cale le 1er avril 2000 et lancé le 23 septembre. Il est livré au groupe Corsica Ferries, le 1er juin 2001.

### Service

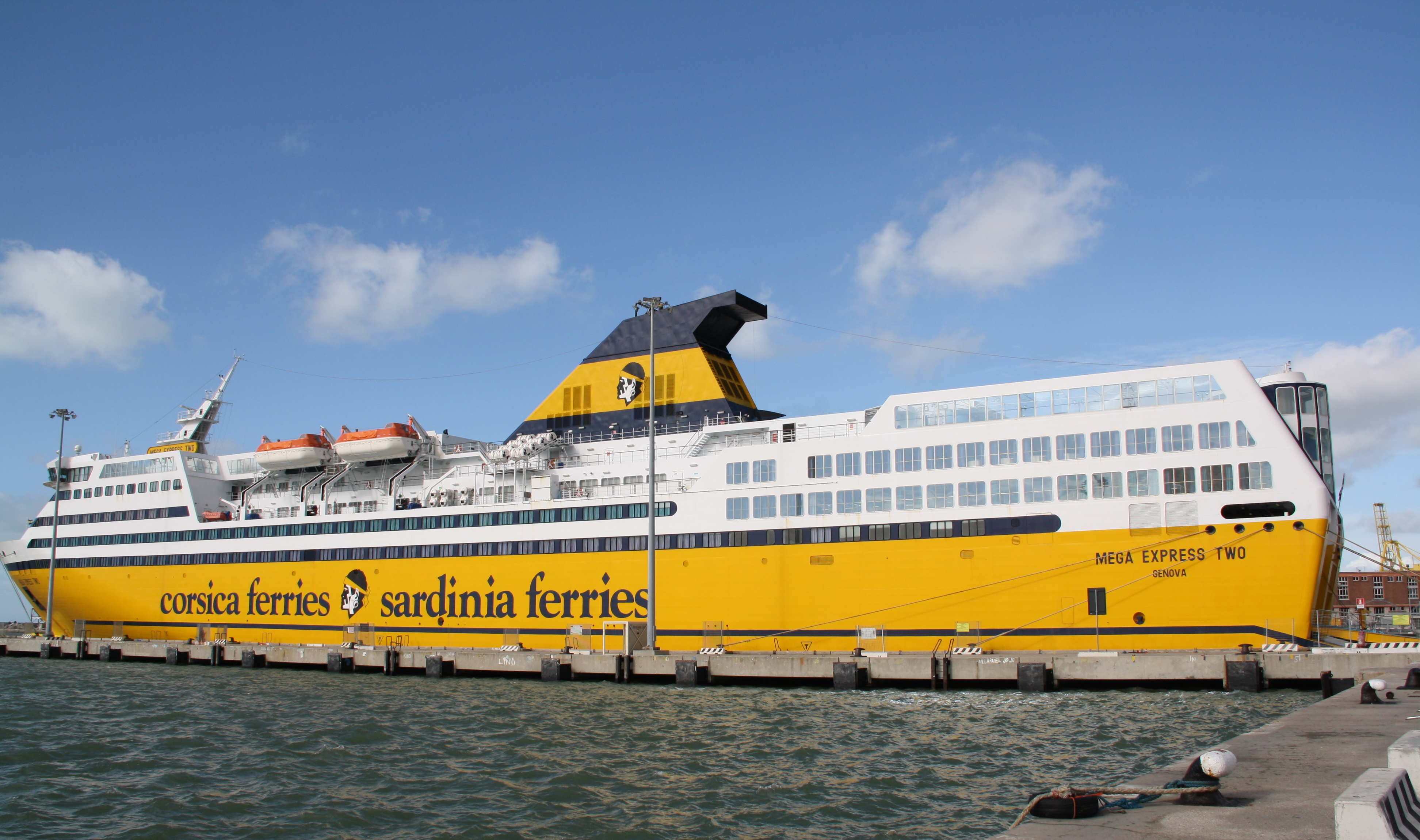
Le Mega Express Two à Livourne.

Le Mega Express Two est mis en service le 15 juin 2001 sur les lignes de la Corse et de la Sardaigne au départ des ports de Savone, Livourne et Civitavecchia.
Transféré sur les lignes de la Sardaigne en 2010, il reviendra finalement sur la desserte de la Corse en 2012.
Le 21 avril 2018, le navire inaugure la nouvelle ligne du groupe Corsica Ferries - Sardinia Ferries entre Toulon et Alcúdia sur l'île de Majorque. Il touche pour la première fois le port le lendemain à 6h30.
Le 27 avril, le départ du Mega Express Two vers Porto Torres est annulé en raison d'une petite fissure sur une prise d'eau. Les passagers passent donc la nuit à bord avant d'être transférés sur le Mega Express Three. Le Mega Express Two prend quant à lui la direction de Gênes où il est réparé en cale sèche.

## Aménagements
Le Mega Express Two possède 10 ponts. Les passagers occupent les ponts 5, 6, 7 et 8, tandis que l'équipage est logé aux ponts 8. Les ponts 3 et 4 sont consacrés aux garages ainsi qu'une partie des ponts 1 et 2.

### Locaux communs
Le Mega Express Two propose à ses passagers trois espaces de restauration, avec un restaurant à la carte et une pizzeria-spaghetteria sur le pont 7 et un restaurant self-service sur le pont 6 et un bar, une boutique et un salon sur le pont 7 et un bar-lido avec piscine sur le pont 8.
Depuis la fin des années 2010, les installations portent désormais un nom commun à tous les navires de la flotte.
Depuis lors, les installations du ferry sont organisés de la manière suivantes :
- Riviera Lounge, confortable bar-salon situé au milieu du pont 7 ;
- Lido Beach Bar, bar extérieur avec piscine à l'arrière du navire sur le pont 8 ;
- Dolce Vita, restaurant à la carte situé sur le pont 7 à l'arrière du navire ;
- Yellow's, libre-service situé à l'arrière du pont 6 proposant une cuisine classique ;
- Gusto, libre-service proposant une cuisine d'inspiration italienne situé au milieu du pont 7 ;
- Sweet Cafe, point de vente situé à proximité du Yellow's proposant des boissons chaudes et fraîches ainsi que diverses pâtisseries ;
- Main Street, petit fast-food partageant le même emplacement que le Gusto ;

En plus de ces installations, une boutique, une salle de jeux pour enfants et un espace d'arcade sont situés sur le pont 7.

### Cabines
Le Mega Express Two dispose de 300 cabines externes et internes situées sur les ponts 5, 6 et 7. D'une capacité de deux à quatre personnes, toutes sont pourvues de sanitaires complet, comprenant douche, WC et lavabo. Quatre d'entre elles sont des cabines de luxe situées à l'avant du pont 7. Tout comme sur son jumeau, les cabines externes du Mega Express Two ont la particularité d'être dotées de larges sabords, offrant une vue dégagée sur la mer. Deux salons fauteuils sont également présents sur le pont 5 pour un total de 351 places.

## Caractéristiques
Le Mega Express Two mesure 176,38 mètres de long pour 24,82 mètres de large, son tonnage est de 26 024 UMS. Le navire peut accueillir 1 756 passagers et possède un garage pouvant contenir 550 véhicules répartis sur quatre niveaux. Le garage est accessible par deux portes rampes situées à l'arrière et destinées aux véhicules. Une troisième rampe de petit gabarit et parallèle aux deux autres permet aux piétons de rejoindre directement la réception du navire située au pont 5. La propulsion du Mega Express Two est assurée par quatre moteurs diesel Wärtsilä-NSD 12V46C développant une puissance de 48 600 kW, entrainant deux hélices, faisant filer le bâtiment à la vitesse de 29 nœuds (52,20 Km/h). Le navire possède quatre embarcations de sauvetage de grande taille, une embarcation semi-rigide de secours et plusieurs radeaux de sauvetage.

## Lignes desservies
Au début de sa carrière, le Mega Express Two effectuait des traversées entre le l'Italie et la Corse depuis Savone et Livourne vers Bastia et Ajaccio mais aussi à destination de la Sardaigne depuis Livourne et Civitavecchia vers Golfo Aranci.
Actuellement, le navire est affecté aux lignes du groupe Corsica Ferries entre les côtes françaises et italiennes vers la Corse, la Sardaigne et les Baléares. Il dessert selon période tantôt la Corse depuis Toulon, Nice, Savone et Livourne vers Bastia, Ajaccio, L'Île-Rousse et Porto-Vecchio, tantôt la Sardaigne depuis Toulon, Nice et Livourne vers Golfo Aranci, et Porto Torres ainsi que Majorque depuis Toulon vers Alcúdia.

## Sister-ship
- Mega Express : mis en service en avril 2001 également pour le groupe Corsica Ferries.